# Macrocera microsticta
Macrocera microsticta är en tvåvingeart som beskrevs av Edwards 1932. Macrocera microsticta ingår i släktet Macrocera och familjen platthornsmyggor. Inga underarter finns listade i Catalogue of Life.